# さいたま市立七里中学校
さいたま市立七里中学校（さいたましりつ ななさとちゅうがっこう）は、埼玉県さいたま市見沼区東宮下一丁目にある公立中学校。

## 沿革
- 1977年（昭和52年）
  - 4月1日 - 大宮市立春里中学校から分離し、大宮市立七里中学校開校。当初は春里中学校の併設であった。
  - 6月10日 - 校章制定。
  - 8月20日 - 新校舎竣工。
  - 8月24日 - 新校舎に移転。
  - 9月6日 - 校旗制定。
  - 11月17日 - 校歌制定。
- 1978年（昭和53年）
  - 5月6日 - 体育館竣工。
  - 7月20日 - プール竣工。
- 1982年（昭和57年）4月1日 - 大宮市立大谷中学校が本校より分離開校。
- 1986年（昭和61年）10月18日 - 開校10周年記念式典。
- 1996年（平成8年）
  - 3月22日 - 武道場竣工。
  - 11月25日 - 創立20周年記念式典。
- 2001年（平成13年）
  - 2月27日 - 文部科学省より、次世代ITを活用した未来型教育研究開発事業実施校の指定を受ける。
  - 4月9日 - 文部科学省より、帰国・外国人児童生徒とともに進める教育の国際化推進地域の指定を受ける。
  - 5月1日 - 三市合併に伴い、校名をさいたま市立七里中学校に改称。
- 2006年（平成18年）11月17日 - 創立30周年記念式典。
- 2015年（平成27年）4月1日 - 特別支援学級配置。
- 2016年（平成28年）11月22日 - 創立40周年記念式典。
- 2017年（平成29年）11月17日 - 優良PTA文部科学大臣賞受賞。

出典：

## 部活動

### 運動部
- サッカー部
- 野球部
- 女子ソフトテニス部
- 男子バスケットボール部
- 女子バスケットボール部
- 卓球部
- 剣道部
- 女子バレーボール部

### 文化部
- 吹奏楽部
- 美術部
- 科学技術部

出典：